# ジョン・C・ライリー
ジョン・クリストファー・ライリー（John Christopher Reilly, 1965年5月24日 - ）は、アメリカ合衆国イリノイ州シカゴ出身の俳優。

## 来歴
父親はアイルランド系、母親はリトアニア系で6人兄弟の5番目。8歳からアマチュアの舞台に立っていた。グッドマン・スクール・オブ・ドラマで学んだ後、ステッペンウルフ・シアター・カンパニーのメンバーとなる。
映画デビューは1989年の『カジュアリティーズ』で、以来脇役として多くの話題作に出演。特にポール・トーマス・アンダーソン監督作品の常連として知られている。
『シカゴ』（2002年）では歌声も披露した。この役を得るために、歌っている姿を自分でビデオに撮って監督のロブ・マーシャルに送ったという。この作品でアカデミー賞助演男優賞にノミネートされた。
舞台にも出演しており、フィリップ・シーモア・ホフマンとの2人舞台『True West』は高い評価を得てトニー賞にもノミネートされた。2005年にはテネシー・ウィリアムズの『欲望という名の電車』にスタンリー役で出演した。

## 私生活
1992年にプロデューサーの女性と結婚、息子が2人いる。

## 出演作品
| 公開年 | 邦題 原題                                                                                         | 役名                               | 備考           | 吹き替え                                               |
| ------ | ------------------------------------------------------------------------------------------------- | ---------------------------------- | -------------- | ------------------------------------------------------ |
| 1989   | カジュアリティーズ Casualties of War                                                              | ハーバート・ハッチャー上等兵       |                | 玄田哲章（ソフト版） 中田和宏（テレビ朝日版）          |
| 1989   | 俺たちは天使じゃない We're No Angels                                                              | 若い僧                             |                | 大塚芳忠                                               |
| 1990   | デイズ・オブ・サンダー Days of Thunder                                                            | バック                             |                | 辻親八（ソフト版） 小室正幸（TBS版） TBA（機内上映版） |
| 1990   | ステート・オブ・グレース State of Grace                                                           | スティーヴイー                     |                | 江原正士（VHS版） 岩崎ひろし（テレビ東京版）           |
| 1992   | ホッファ Hoffa                                                                                    | ピート・コネリー                   |                | 高宮俊介（VHS版） TBA（機内上映版）                    |
| 1993   | ギルバート・グレイプ What's Eating Gilbert Grape                                                  | タッカー・ヴァン・ダイク           |                | 佐久田修                                               |
| 1994   | 激流 The River Wild                                                                               | テリー                             |                | 西村知道（ソフト版） 辻つとむ（テレビ朝日版）          |
| 1995   | 黙秘 Dolores Claiborne                                                                            | フランク・スタンショー             |                | 喜多川拓郎（ソフト版） 大川透（テレビ東京版）          |
| 1995   | ジョージア Georgia                                                                                | ハーマン                           |                |                                                        |
| 1996   | ハードエイト Hard Eight                                                                           | ジョン・フィネガン                 |                | （吹き替え版なし）                                     |
| 1997   | ブギーナイツ Boogie Nights                                                                        | リード・ロスチャイルド             |                | 古澤徹                                                 |
| 1998   | シン・レッド・ライン Thin Red Line                                                                | ストーム                           |                | 坂口哲夫                                               |
| 1999   | 25年目のキス Never Been Kissed                                                                    | オーガスタス・ストラウス           |                | 大川透                                                 |
| 1999   | ラブ・オブ・ザ・ゲーム For Love of the Game                                                       | ガス・シンスキー                   |                | 田中正彦（ソフト版） 喜多川拓郎（テレビ朝日版）        |
| 1999   | マグノリア Magnolia                                                                               | ジム                               |                | 大川透                                                 |
| 2000   | パーフェクト ストーム The Perfect Storm                                                           | デール・マーフィー                 |                | 金子由之                                               |
| 2001   | アニバーサリーの夜に The Anniversary Party                                                        | マック・フォーサイス               |                | 石住昭彦                                               |
| 2002   | グッド・ガール The Good Girl                                                                      | フィル・ラスト                     |                | 内田直哉                                               |
| 2002   | ギャング・オブ・ニューヨーク Gangs of New York                                                    | ハッピー・ジャック                 |                | 廣田行生（ソフト版） 宝亀克寿（日本テレビ版）          |
| 2002   | シカゴ Chicago                                                                                    | エイモス・ハート                   |                | 相沢まさき                                             |
| 2002   | めぐりあう時間たち The Hours                                                                      | ダン・ブラウン                     |                | 巻島康一                                               |
| 2002   | N.Y.式ハッピー・セラピー Anger Management                                                         | アーニー・シャンクマン             | クレジットなし | 木村雅史                                               |
| 2004   | アビエイター The Aviator                                                                          | ノア・ディートリッヒ               |                | 岩崎ひろし                                             |
| 2004   | クリミナル Criminal                                                                               | リチャード・ガディス               |                | 宗矢樹頼                                               |
| 2005   | ダーク・ウォーター Dark Water                                                                     | マーレイ                           |                | 相沢まさき                                             |
| 2006   | 今宵、フィッツジェラルド劇場で A Prairie Home Companion                                           | レフティ                           |                | 相沢まさき                                             |
| 2006   | タラデガ・ナイト オーバルの狼 Talladega Nights: The Ballad of Ricky Bobby                         | カル・ノートン                     |                | 山野井仁                                               |
| 2006   | テネイシャスD 運命のピックをさがせ! Tenacious D in The Pick of Destiny                            | Sasquatch                          | クレジットなし | 楠見尚己                                               |
| 2007   | ラブ・ザ・ドッグ 犬依存症の女 Year of the Dog                                                     | アル                               |                | （吹き替え版なし）                                     |
| 2007   | ウォーク・ハード ロックへの階段 Walk Hard: The Dewey Cox Story                                    | デューイ・コックス                 | 兼脚本         | 江原正士                                               |
| 2008   | 俺たちステップ・ブラザース -義兄弟- Step Brothers                                                 | デイル                             | 兼脚本         | 江原正士                                               |
| 2009   | 9 〜9番目の奇妙な人形〜 9                                                                         | 5                                  | 声の出演       | 落合弘治                                               |
| 2009   | ゾンビランド Zombieland                                                                           | バスルームのゾンビ                 | クレジットなし | TBA                                                    |
| 2009   | ダレン・シャン Cirque du Freak: The Vampire's Assistant                                           | ラーテン・クレプスリー             |                | 内田直哉                                               |
| 2010   | 僕の大切な人と、そのクソガキ Cyrus                                                                | ジョン                             |                | 山野井仁                                               |
| 2011   | バッドトリップ! 消えたNO.1セールスマンと史上最悪の代理出張 Cedar Rapids                           | ディーン・ジグラー                 |                | 江原正士                                               |
| 2011   | 少年は残酷な弓を射る We Need to Talk About Kevin                                                  | フランクリン                       |                |                                                        |
| 2011   | おとなのけんか Carnage                                                                            | マイケル                           |                | 山野井仁                                               |
| 2011   | テリー Terri                                                                                      | ジェイコブ                         |                |                                                        |
| 2012   | ディクテーター 身元不明でニューヨーク The Dictator                                                | クレイトン                         | クレジットなし | 辻新八                                                 |
| 2012   | シュガー・ラッシュ Wreck-It Ralph                                                                 | レック・イット・ラルフ             | 声の出演       | 山寺宏一                                               |
| 2013   | 俺たちニュースキャスター 史上最低!?の視聴率バトルinニューヨーク Anchorman 2: The Legend Continues | ストーンウォール・ジャクソンの幽霊 | カメオ出演     | （吹き替え版なし）                                     |
| 2014   | ディズニーネイチャー クマの親子の物語 Bears                                                       | ナレーター                         | 声の出演       | 小澤征悦                                               |
| 2014   | ライフ・アフター・ベス Life After Beth                                                            | モーリー・スローカム               |                | 山岸治雄                                               |
| 2014   | ガーディアンズ・オブ・ギャラクシー Guardians of the Galaxy                                        | ローマン・デイ                     |                | 大滝寛                                                 |
| 2015   | ロブスター The Lobster                                                                            | ロバート                           |                | 菊池康弘                                               |
| 2015   | 五日物語 -3つの王国と3人の女- Tale of Tales                                                       | ロングトレリスの王                 |                | 石住昭彦                                               |
| 2016   | SING/シング Sing                                                                                  | エディ                             | 声の出演       | 宮野真守                                               |
| 2017   | キングコング:髑髏島の巨神 Kong: Skull Island                                                      | ハンク・マーロウ                   |                | 石田圭祐                                               |
| 2018   | シュガー・ラッシュ:オンライン Ralph Breaks the Internet: Wreck-It Ralph 2                         | レック・イット・ラルフ             | 声の出演       | 山寺宏一                                               |
| 2018   | 僕たちのラストステージ Stan & Ollie                                                               | オリヴァー・ハーディ               |                | （吹き替え版なし）                                     |
| 2018   | ゴールデン・リバー The Sisters Brothers                                                           | イーライ・シスターズ               |                | （吹き替え版なし）                                     |
| 2021   | リコリス・ピザ Licorice Pizza                                                                     | フレッド・グウィン                 |                | （吹き替え版なし）                                     |
| 2022–  | ウイニング・タイム -レイカーズ帝国の誕生- Winning Time: The Rise of the Lakers Dynasty            | ジェリー・バス                     | 全10話出演     | 堀内賢雄                                               |